# Театр імені Юліуша Словацького
 
Пам'ятник культури Малопольського воєводства: реєстраційний номер А-36 від 13 березня 1961 року. 
Театр імені Юліуша Словацького (пол. Teatr im. Juliusza Słowackiego) — драматичний театр у Кракові.
Драматичний театр імені Юліуша Словацького розпочав свою діяльність під назвою «Міський театр» першою прем'єрою, яка відбулася 21 жовтня 1893 року. Лише в 1909 році театр отримав теперішню назву.
Будівлю театру спроектував польський архітектор Ян Завейський. 13 березня 1961 року дану будівлю було внесено до реєстру пам'яток культури Малопольського воєводства (№ А-36), які охороняються державою.
На подвір'ї театру знаходиться сцена «Мініатюра», яка в минулому була електростанцією Міського театру, а на даний час використовується як мала сцена театру.

## Відомі актори театру
| - Божена Адамек - Ян Францішек Адамський - Христина Анквич - Аркадіуш Базак - Генрік Бонк - Тадеуш Бялощинський - Мечислав Войт - Станіслава Висоцька - Броніслав Домбровський - Едвард Жентара - Станіслав Зачик - Анджей Зелінський - Александер Зельверович - Станіслав Ігар - Марія Клейдиш - Владислав Красновецький - Міхал Лесняк - Кароліна Любенська - Барбара Людвіжанка - Марія Майдрович - Гжегож Мельчарек - Нуна Млодзейовська-Щуркевичова - Єжи Новак - Юліуш Остерва - Ян Пешек - Збігнєв Саван - Людвік Сольський - Даріуш Сятковський - Тадеуш Хук |